# Генуа (ветрило)
Генуезкият стаксел – така наречената генуа, е триъгълно ветрило – вид голям стаксел чийто шкотов ъгъл минава зад вантите на мачтата. Погледната отстрани генуата припокрива грота. На една яхта може да има няколко генуи, обозначавани с номера (№1, №2 и т.н.). При това колкото по-голям е номера ѝ, толкова генуата е по-здрава, с по-плоска форма и по-малка площ.
Използва се при сравнително слаби ветрове когато е необходима голяма ветрилна площ. Различните по размер генуи се обозначават в проценти спрямо размера на предния триъгълник – триъгълникът образуван от мачтата, щага и палубата или бушприта. Така генуа с размер 150% има площ с 50% по-голяма от тази на предния триъгълник.
В някои състезателни класове с хандикап в които се изчислява само площта на предния триъгълник генуата дава възможност да се използва значително по-голяма фактическа площ от изчислената. Недостатък на голямата генуа е по-трудното управление тъй като при поворот частта която минава зад мачтата може да се оплете във вантите или мачтата.